# 大久保猪之助
大久保 猪之助（おおくぼ いのすけ、生没年不詳）とは、黒田家家臣。関ヶ原の戦いでは小早川軍の味方に当たる。

## 概要
関ヶ原の戦いでは小早川秀秋の監視を行った黒田家家臣。秀秋に威嚇射撃を行った際、東軍に加担の伝令に走る。